# On/Off (film)
On/Off è un film italiano del 2011 diretto da Mario Marasco.